# Екатеринбургское суворовское военное училище

Шеврон Екатеринбургского СВУ

Екатеринбу́ргское суво́ровское вое́нное учи́лище (ЕкСВУ) — довузовское военно-учебное заведение Министерства обороны Российской Федерации, создано изначально 19 декабря 1943 года в Ельце под названием «Орловское СВУ» (ОрСВУ), в сентябре 1947 года переведено в Свердловск и первоначально называлось «Свердловское СВУ» (СвСВУ). Подчинено командующему войсками Центрального военного округа.

## История
Август 1943 года. Совет Народных Комиссаров СССР принимает постановление «О неотложных мерах по восстановлению хозяйства в районах, освобождённых от немецкой оккупации». Именно с этого документа началась история создания Суворовских военных училищ. В тот военный год было сформировано 9 Суворовских военных училищ, в том числе и Орловское, дислоцировавшееся первоначально, в старинном русском городе Ельце Орловской области. Неслучайно был выбран этот город, образованный в 1146 году и знаменитый своей историей: в 100 км от него произошла знаменитая Куликовская битва, а главное то, что в 1843 году в Орле располагался Орловский Бахтина кадетский корпус. Его преемником через 100 лет и стало Орловское, а позднее Свердловское Суворовское военное училище.
Первый начальник училища генерал-майор Кузьмин Алексей Васильевич. Он стоял у истоков образования Орловского СВУ. Он не только чётко понимал возложенные на него обязанности и колоссальную ответственность, но и очень любил своё юное воинство — проказливое и безалаберное. Пришлось ему нелегко, начинал с нуля, но, преодолев невероятные трудности, в трёхмесячный срок сумел обеспечить терпимые условия для работы училища.
Первый набор воспитанников составил 514 человек. Среди них подростки-фронтовики: разведчики, связисты, сыны полков, воспитанники партизанских отрядов. Многие из них участвовали в боях с немецкими захватчиками и за свои подвиги получили правительственные награды (Дмитрий Красников, Виталий Богданов, Владимир Валахов, Виктор Черняк, Евгений Симпура). 1 декабря 1943 года начался первый учебный год. 19 декабря в торжественной обстановке училищу вручено Красное Знамя. Именно эта дата считается днём основания училища и ежегодно, как праздник, отмечается в окружном Доме офицеров.

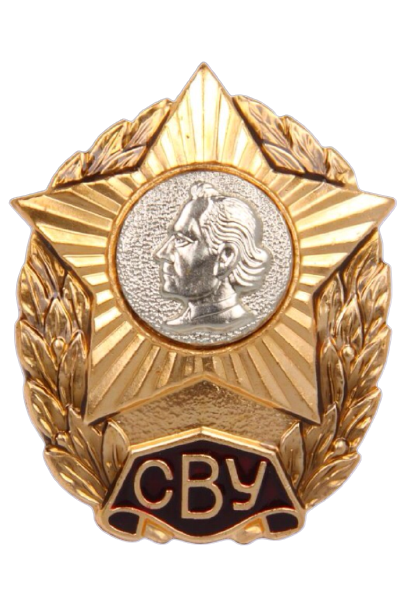
Нагрудный знак выпускника Суворовского военного училища

Екатеринбургское суворовское военное училище — одно из старейших участников Московских парадов 1945 года — Первомайского, Парада Победы и 7 ноября. Традиции тех лет в памяти и сегодня.
В сентябре 1947 года Орловское суворовское военное училище переведено в город Свердловск и в мае 1948 года становится Свердловским, а в апреле 1991 года — Екатеринбургским. Располагается в зданиях бывшего Свердловского пехотного училища.
В 1948 году состоялся первый выпуск суворовцев. Появились первые отличники учёбы, награждённые золотыми и серебряными медалями: Юрий Чубаров и Евгений Тюрютиков (золото), Константин Чуриков и Владимир Аниканов (серебро). Их имена, как и имена всех последующих выпускников-медалистов, занесены на Доску почёта в фойе училища. К 2012 году Екатеринбургское суворовское военное училище выпустило с медалью «За особые успехи в учении» 705 человек, в том числе 306 с золотой, 399 с серебряной.
26 апреля 1953 года на площади Кирова перед Суворовским училищем был открыт бюст М. П. Одинцова.
В мае 1953 года Свердловское суворовское военное училище было реорганизовано в Свердловское суворовское офицерское училище. Воспитанники, окончив десять классов и получив среднее образование, продолжали обучение на первом курсе пехотного батальона, выпускаясь из училища офицерами.
В 1954 году состоялся первый выпуск в количестве 100 человек с присвоением воинского звания «лейтенант». В сентябре 1958 года состоялся последний, 4-й выпуск в количестве 69 человек.
В январе 1958 года училище вновь реформировано с возвращением прежнего названия — Свердловское суворовское военное училище.

## Наше время
В 1990 году приказом Главнокомандующего Сухопутными войсками Свердловское суворовское военное училище впервые признано лучшим среди Суворовских военных училищ с вручением почётной грамоты и переходящего приза Министра обороны СССР — бюста Александра Васильевича Суворова. На протяжении всех последующих лет училище не уступает своего лидерства среди Суворовских военных училищ и кадетских корпусов Минобороны России. Екатеринбургское суворовское военное училище располагает опытным преподавательским составом. Более 90 % педагогов училища имеют высшую и первую квалификационные категории. Их труд ежедневно направлен на достойное обучение, а также воинское, нравственное, эстетическое и физическое воспитание и развитие суворовцев.
В стенах училища проходят обучение около 600 суворовцев, среди которых большинство показывают отличные и хорошие результаты успеваемости. В целях мотивации учебного труда отличники учёбы систематически поощряются стипендией Министерства обороны Российской Федерации, стипендией имени Героя Российской Федерации генерала армии В. Г. Казанцева, выпускника 1963 года 3-й роты суворовцев, губернаторской премией имени Маршала Советского Союза Г. К. Жукова, стипендией региональной общественной организации «Союз кадет Урала», стипендией регионального «Союза офицеров запаса», стипендией правящего архиерея Екатеринбургской епархии. Кроме того, лучшие суворовцы награждаются нагрудным знаком «Отличник учёбы ЕкСВУ», а лучший взвод — переходящим призом имени Героя России генерала армии В. Г. Казанцева.
Многие за время учёбы становятся членами сборных команд училища по различным видам спорта, кандидатами и мастерами спорта, защищая честь ЕкСВУ на городских, областных и окружных соревнованиях. Училище традиционно является чемпионом летней и зимней Спартакиад суворовских училищ и кадетских корпусов Центрального военного округа.
В училище создана отличная учебная и материально-техническая база, обеспечивающая достойные условия учёбы, жизни и быта. Особое внимание уделяется интеллектуальному и эстетическому развитию: посещению театров и музеев города, экскурсиям по живописным местам края, прогулкам по городу с целью знакомства с архитектурой и памятниками истории, встречам с писателями, поэтами, артистами, известными людьми.
22 февраля 2022 года у входа в училище открыта скульптурная композиция, посвящённая героям фильма «Офицеры».

Галерея
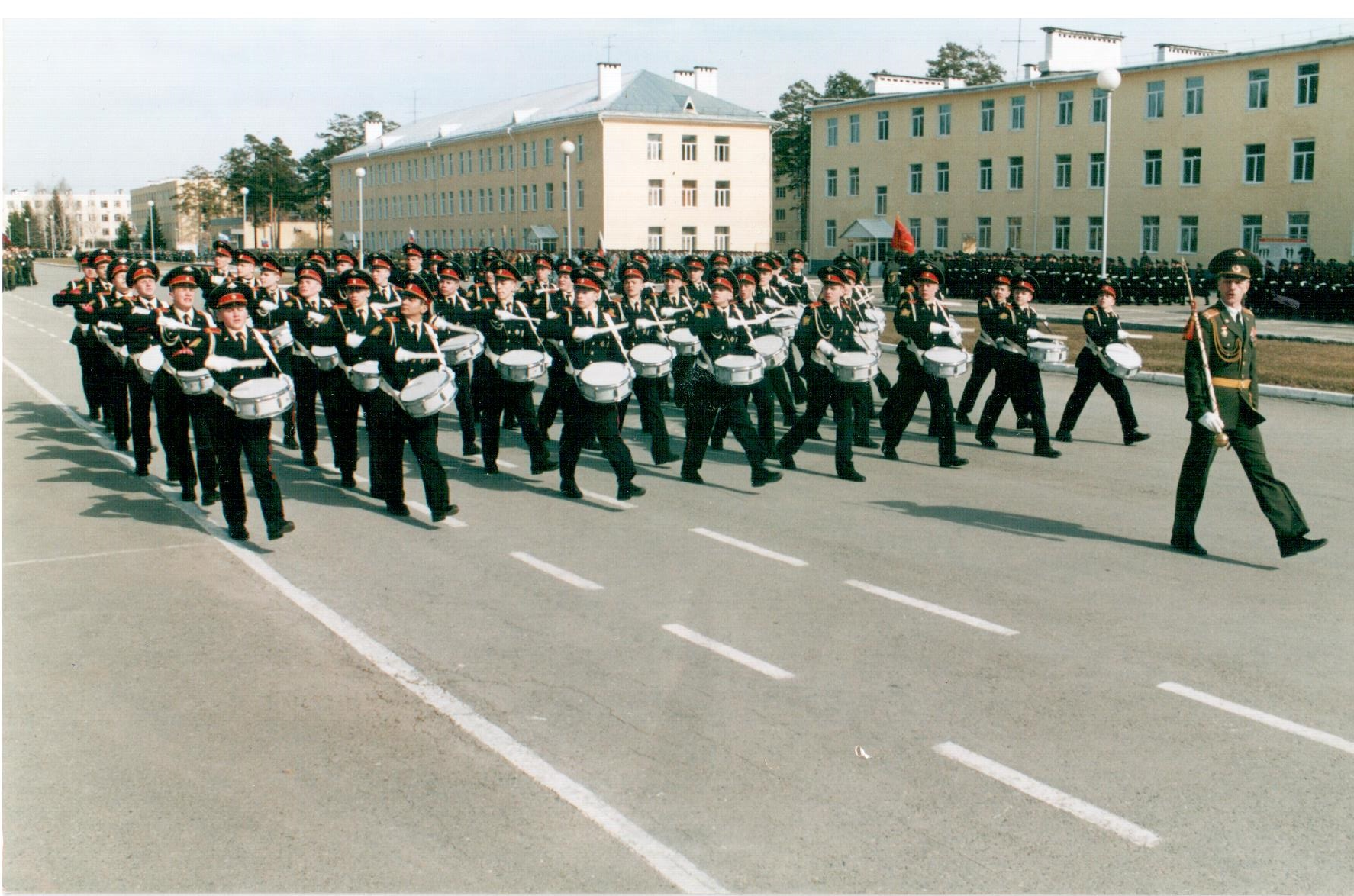
Коробка барабанщиков 3-й роты суворовцев на репетиции 28 апреля 2006 года
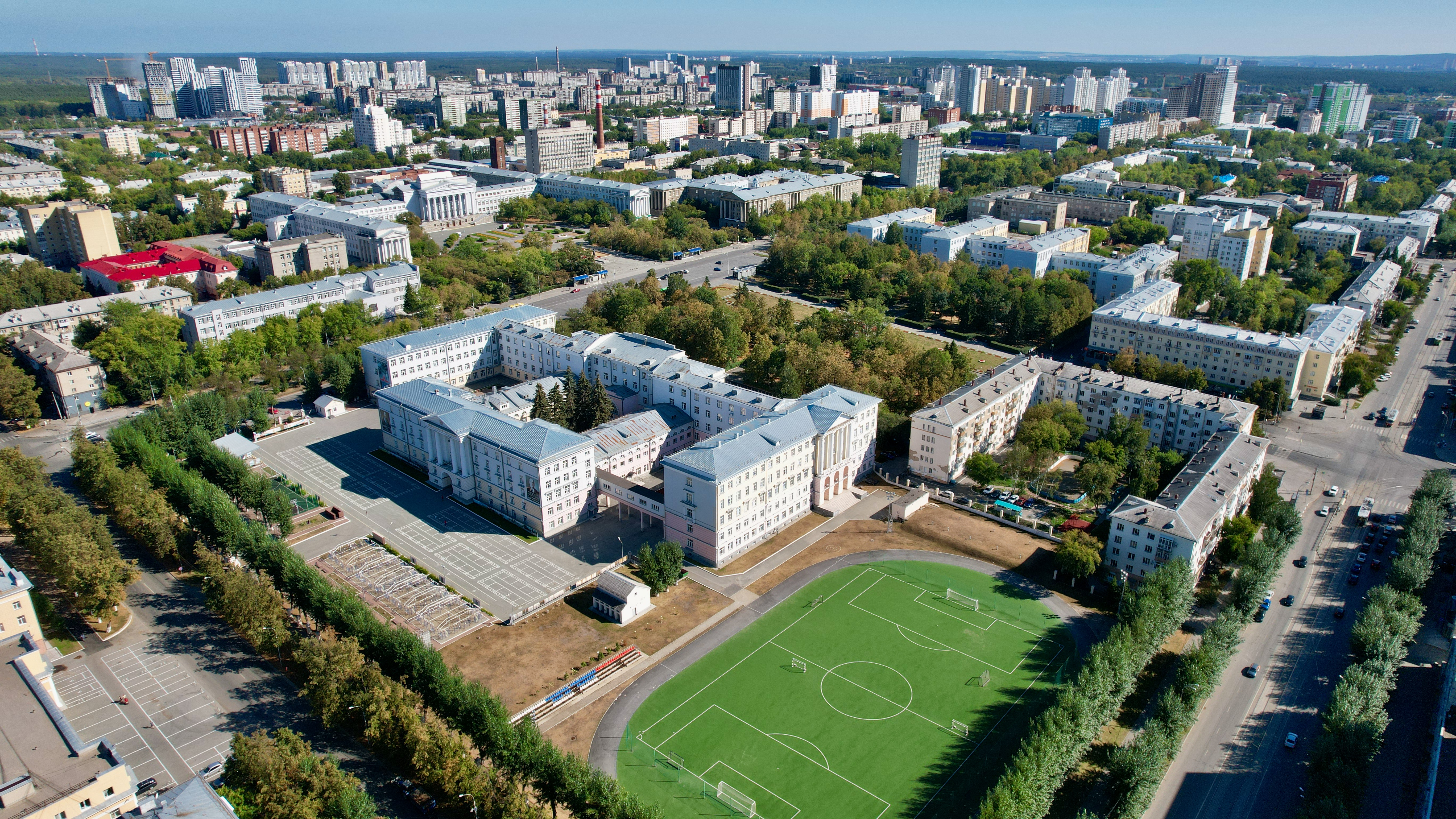
Вид на училище с высоты
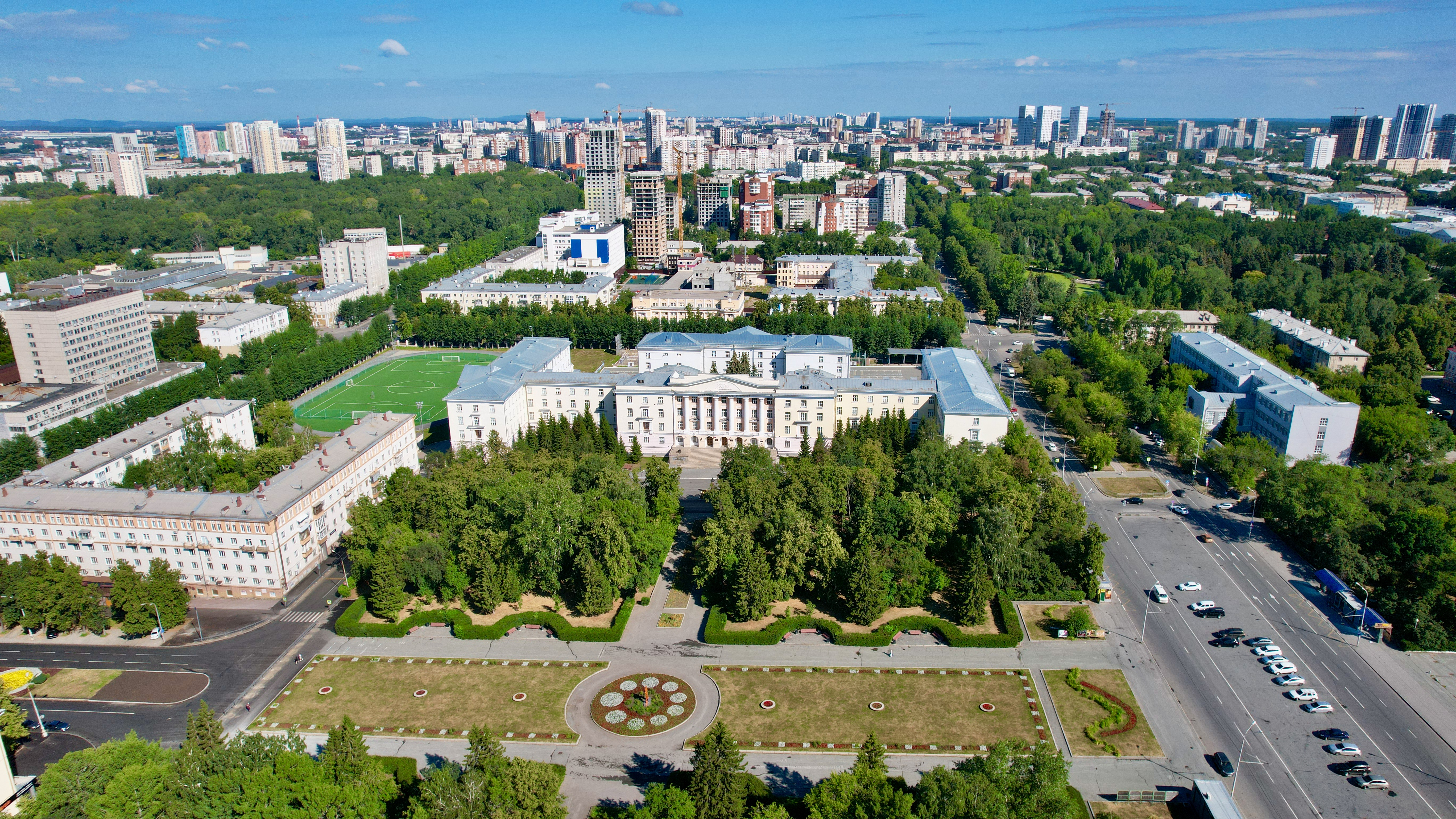
Вид на училище с высоты
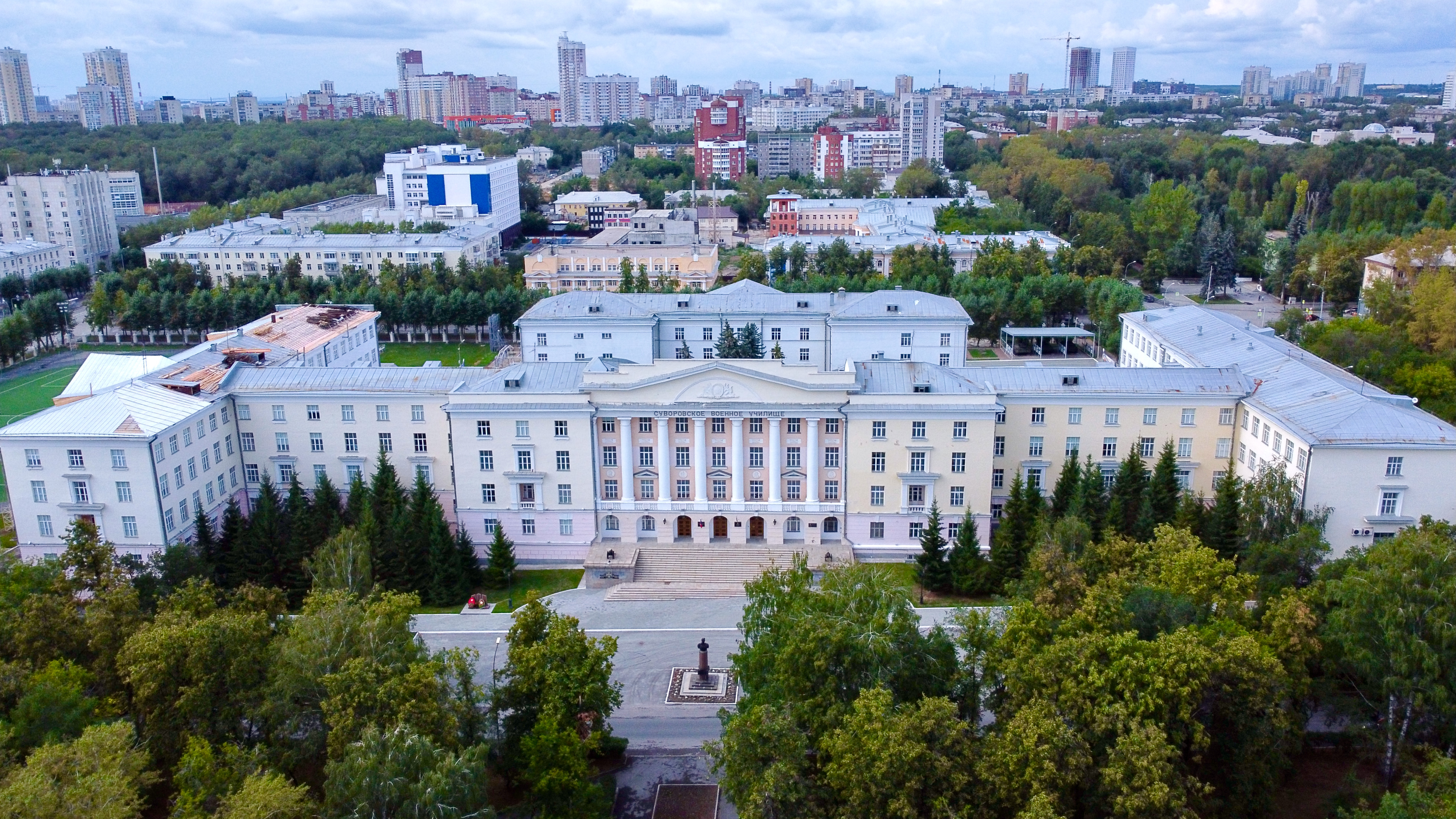
Вид на главный корпус с высоты

## Награды
- Грамота Верховного главнокомандующего Вооружёнными силами Российской Федерации — «за заслуги в осуществлении высококвалифицированной педагогической деятельности, большой вклад в воспитание и подготовку военных кадров в духе патриотического служения Отечеству» (1 сентября 2017 года).

## Начальники
- Генерал-майор Кузьмин, Алексей Васильевич (1943—1945)
- Генерал-майор технических войск Вязаничев, Аким Герасимович (1945—1946)
- Генерал-майор Афанасьев, Александр Николаевич (1946—1948)
- Генерал-лейтенант Сиязов, Михаил Александрович (1948—1950)
- Генерал-майор Долгов, Иван Александрович (1950—1953)
- Генерал-майор Преображенский, Георгий Николаевич (1954—1955)
- Генерал-майор Семёнов, Николай Георгиевич (1955—1958)
- Генерал-майор Коберниченко, Григорий Григорьевич (1958—1960)
- Генерал-майор Данилович, Иван Антонович (1961—1962)
- Генерал-майор Тихончук, Михаил Павлович (1963—1968)
- Генерал-майор Самаркин, Степан Кузьмич (1968—1973)
- Генерал-майор Калинин, Гавриил Григорьевич (1973—1978)
- Генерал-майор Гаврюшин, Григорий Васильевич (1978—1985)
- Генерал-майор Петров, Анатолий Арсентьевич (1985—1999)
- Полковник Яковлев, Владимир Станиславович (1999—2007)
- Полковник Затонацкий, Юрий Алексеевич (2007 — н. в.)

75-летний юбилей училища
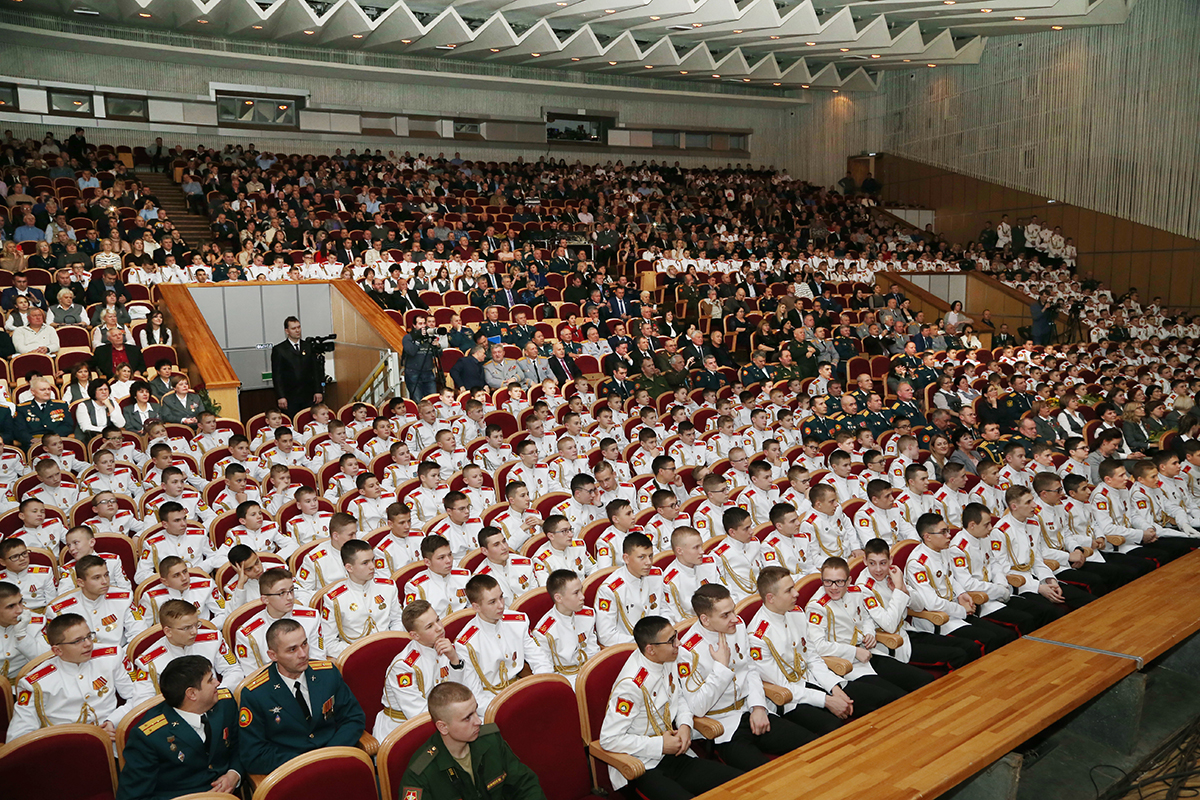
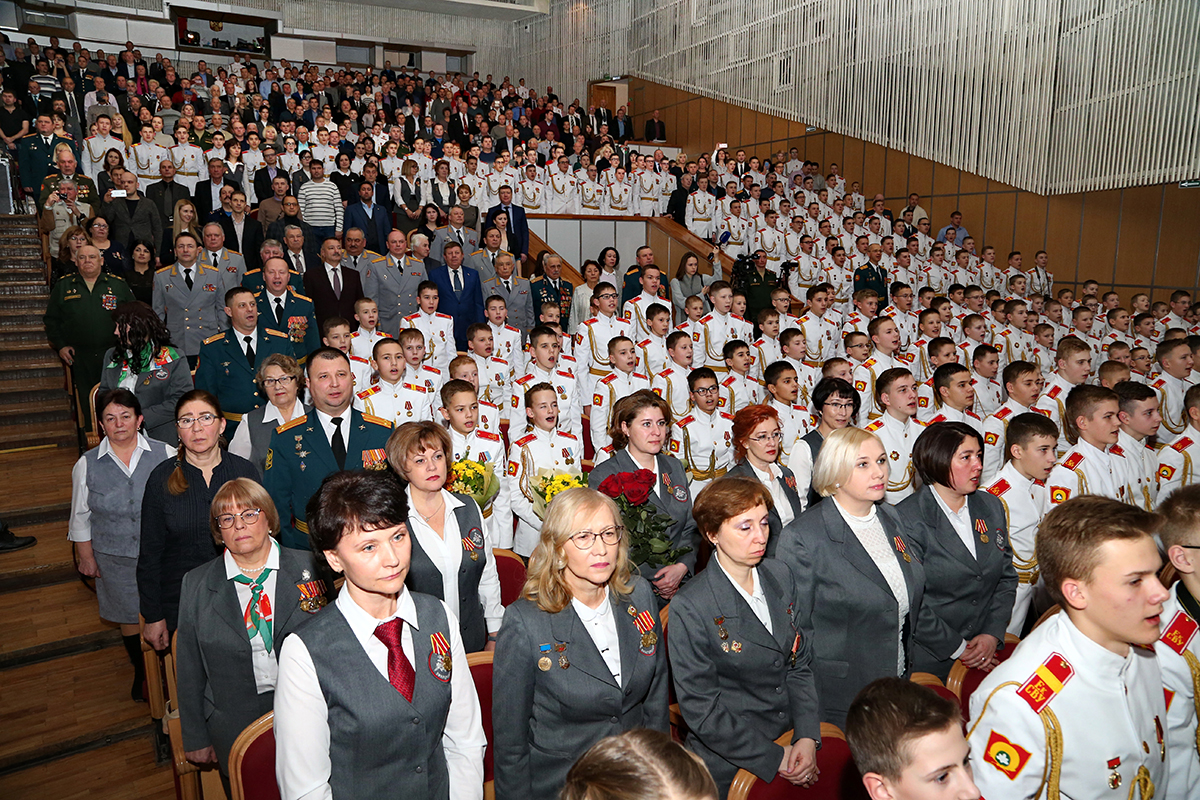
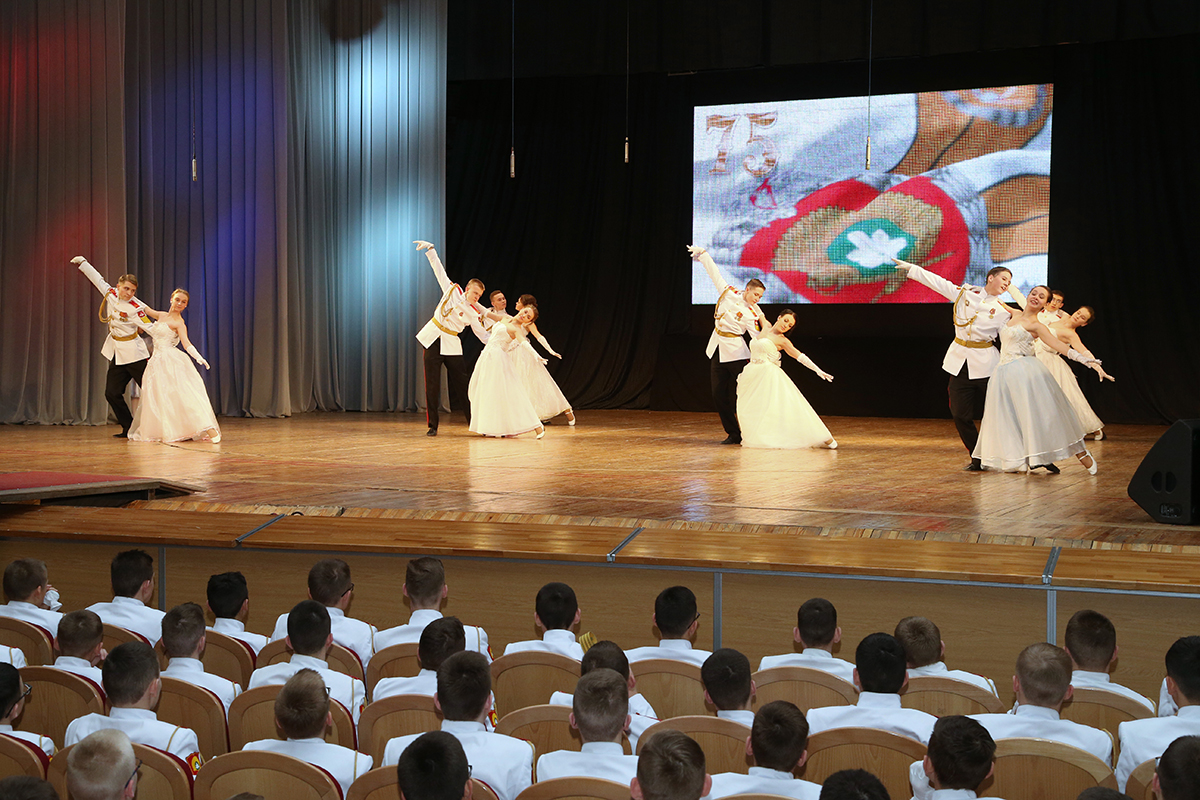
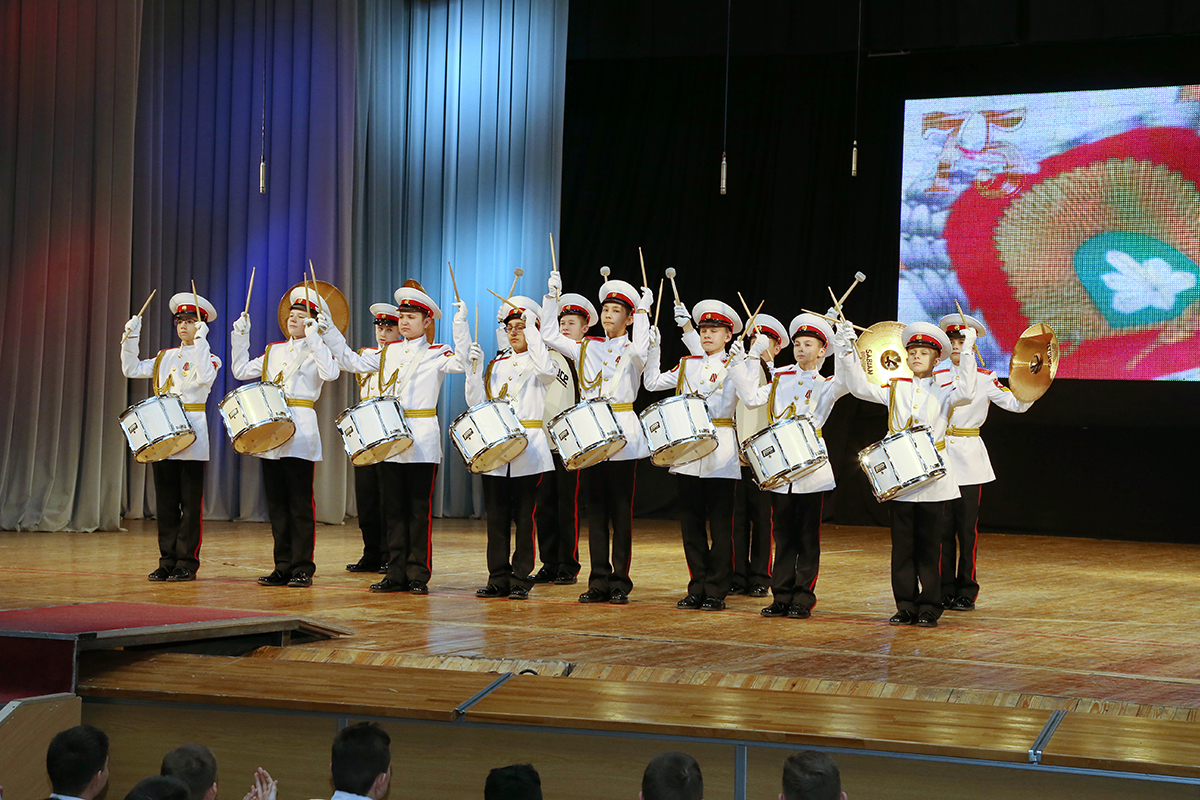
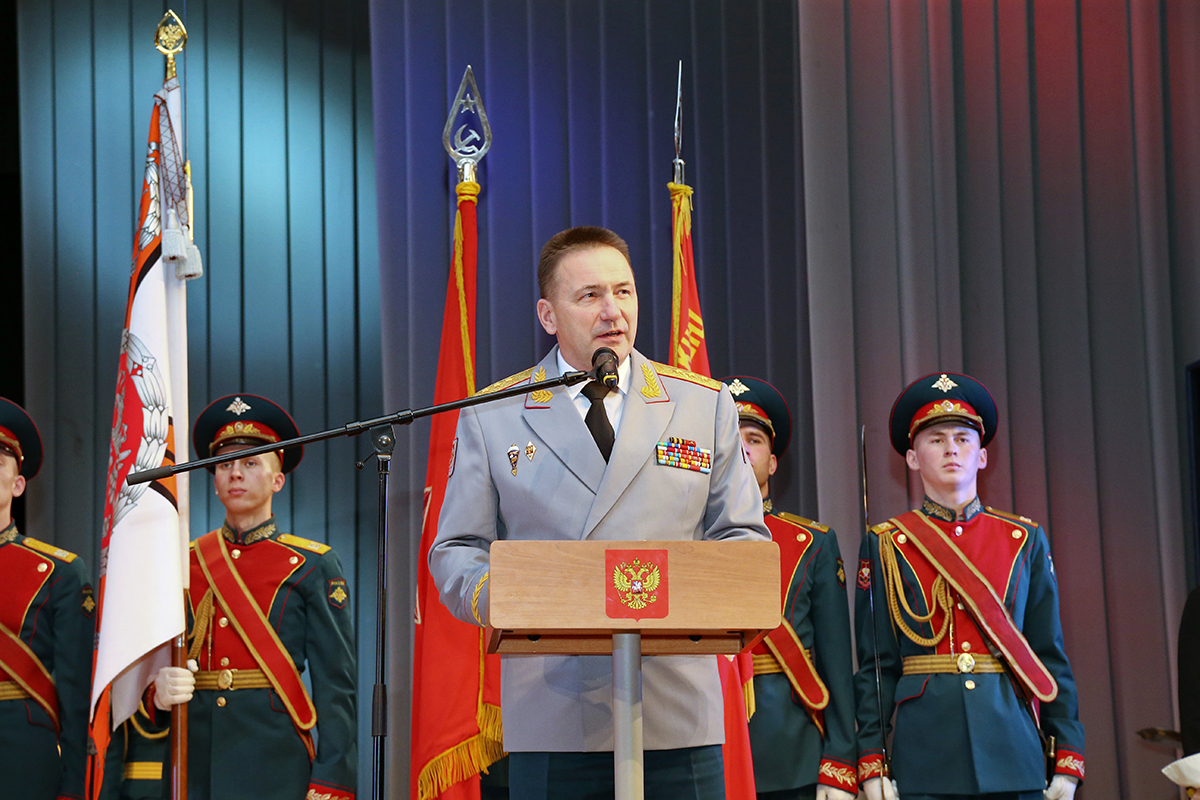

## Известные выпускники
- Пешков, Олег Анатольевич (1970—2015) — выпускник 1987 года, российский военный лётчик-снайпер, подполковник, Герой Российской Федерации. Начальник службы безопасности полётов Липецкого авиацентра. 24 ноября 2015 года его самолёт был сбит турецким истребителем над горами Туркмен. В результате Олег Пешков погиб. Спустя год после гибели, на здании училища была установлена мемориальная доска, и герой был навечно зачислен в список личного состава пятой роты.